# Dollar Island
Dollar Island – niezamieszkana wyspa na jeziorze Jackson Lake w stanie Wyoming.

## Geografia
Dollar Island położona jest w środkowej części jeziora Jackson Lake, przy największej wyspie – Elk Island. Średnia wysokość wyspy to 2070 m n.p.m.